# Мерт Хакан Яндаш
Мерт Хакан Яндаш (тур. Mert Hakan Yandaş, нар. 19 серпня 1994, Бурса) — турецький футболіст, півзахисник клубу «Фенербахче» та національної збірної Туреччини.

## Клубна кар'єра
Народився 19 серпня 1994 року в місті Бурса. Вихованець юнацьких команд футбольних клубів «Бурса Гювен» та «Ояк Рено». У жовтні 2012 року був переведений в першу команду останнього і до кінця сезону провів 17 ігор у четвертому дивізіоні країни, забивши один гол.
Влітку 2013 року Яндаш перейшов до клубу третього дивізіону «Алтинорду», втім у новій команді закріпитись не зумів, через що наступного року був відданий в оренду назад до клубу четвертого дивізіону «Тіре 1928», який згодом викупив контракт гравця. Тут Яндаш став найкращим бомбардиром групи 1 турецької Третьої ліги з 21 голом за підсумками сезону 2015/16.
2016 року уклав контракт з клубом «Менемен Беледієспор» з Другої ліги, у складі якого провів наступний рік своєї кар'єри гравця. Граючи у складі нової команди також здебільшого виходив на поле в основному складі команди і був серед найкращих голеодорів, відзначаючись забитим голом в середньому щонайменше у кожній третій грі чемпіонату.
Своєю грою за останню команду привернув увагу представників тренерського штабу вищолігового клубу «Сівасспор». 19 серпня 2017 року він дебютував у матчі Суперліги в грі з «Єні Малатьяспором» (2:0). У перші роки Март не показував високої результативності, але останній сезон 2019/20 завершив з десятьма забитими голами та п'ятьма результативними передачами в 37 іграх в усіх змаганнях і став осіннім чемпіоном у складі «Сівасспора».
Після закінчення контракту з «Сівасспором» Яндаш у серпні 2020 року приєднався до «Фенербахче», де також одразу став основним гравцем. Станом на 31 липня 2022 року відіграв за стамбульську команду 58 матчів в національному чемпіонаті.

## Виступи за збірну
3 вересня 2020 року дебютував в офіційних іграх у складі національної збірної Туреччини в матчі Ліги націй УЄФА проти Угорщини (0:1).

## Титули і досягнення
- Володар Кубка Туреччини (1):

«Фенербахче»: 2022-23